# Јожеф Ковач (фудбалер)
Јожеф Ковач  (мађ. Kovács József; Балатонлеле, 8. април 1949)  био је мађарски фудбалер, репрезентативац, играо је на позицији одбрамбеног играча. Од клубова највише је играо за Видеотон и Ујпешт Дожу

## Каријера

### Клуб
Ковач је започео своју активну фудбалску каријеру у Секешфехервару 1964. године. Дебитовао је у првој лиги 1968. године играјући против Шалготарјана као замена. Са клубом Видеотон, завршио је као другопласирани у лиги у сезони 1975/76. Године 1977, био је спреман да потпише уговор са Вашашем, али га Видеотон није пустио. Напослетку, 1980. године прешао је у Ујпешт Дожу, са којим је освојио два трофеја у мађарском купу. Одустао је од активног играња фудбала 1985. године, након што је одиграо укупно 395 лигашких утакмица и постигао 17 голова..

### Репрезентација
Између 1971. и 1979. године у репрезентацији се појавио 11 пута. Био је члан мађарске репрезентације на Европском првенству 1972, али није играо ни на једној утакмици првенства. Исте године освојио је сребрну медаљу са екипом на Олимпијским играма у Минхену.

## Достигнућа
Мађарска
- Фудбал на Летњим олимпијским играма: 
  - други: 1972

Видеотон
- Прва лига Мађарске у фудбалу: 
  - други: 1975/76.

Ујпешт
- Куп Мађарске у фудбалу: 
  - првак: 1981/82, 1982/83
- Куп победника купова у фудбалу (КПК)
  - четвртфинале: 1983/84